# Villa San Lorenzo a Flaviano

Villa San Lorenzo a Flaviano è una frazione del comune di Amatrice (Rieti) situata a 954 metri s.l.m.. Il paese si trova a nord di Amatrice, da cui dista circa 7 km. 
Nella seconda metà del Novecento il paese ha radicalmente mutato la sua fisionomia; nei primi anni '50 l'antica chiesa, rimasta gravemente danneggiata in seguito ad un forte terremoto, fu demolita e ricostruita; la fontana e l'albero adiacente (un grosso Olmo), situati al centro della piazza, furono rimossi.
Col tempo, il piccolo centro si è essenzialmente tramutato da paese agricolo a residenza estiva delle famiglie originarie del posto.

## Storia
Nel secolo X sorse l'Abbadia di San Lorenzo in territorio dell'antico Flaviano. Di questa località si ha notizia sin dal 1037 quando Corrado II confermò al vescovo Bernardo il possesso della città di Ascoli Piceno e di molti castelli, nonché delle terre "Summatine", compresi l'Amatrice e Flaminiano. 
Nel 1068 furono donati al monastero di Farfa vari beni, compresi Fagezone (l'odierno Faizzone, un paese nei pressi di Amatrice) e Flaviano; dal titolo della Badia e dalla località di "Flaminiano" derivò certamente la denominazione San Lorenzo a Flaviano, erroneamente cambiata nel corso dei secoli in S.S. Lorenzo e Flaviano e poi Santi Lorenzo e Flaviano.
Nel 1640 molte località si separarono dall'Università dell'Amatrice, ma Villa rimase fedele al capoluogo. Del 1714 sono numerosi atti notarili del "notaro Pasquale Salvi" riguardanti il piccolo centro.

### Terremoto del 2016
Il 24 agosto 2016 Villa San Lorenzo a Flaviano è stata colpita da un violento terremoto di magnitudo momento 6.0, sviluppatosi alle ore 3:36 nell'area reatina con epicentro nella vicina Accumoli. Il paese è andato quasi interamente distrutto.

## Società

### Tradizioni e folclore
Il santo patrono, San Lorenzo, ricorre il 10 agosto, ma i festeggiamenti si svolgono prevalentemente l'11, poiché il 10 è giorno di fiera ad Amatrice. 

## Galleria d'immagini

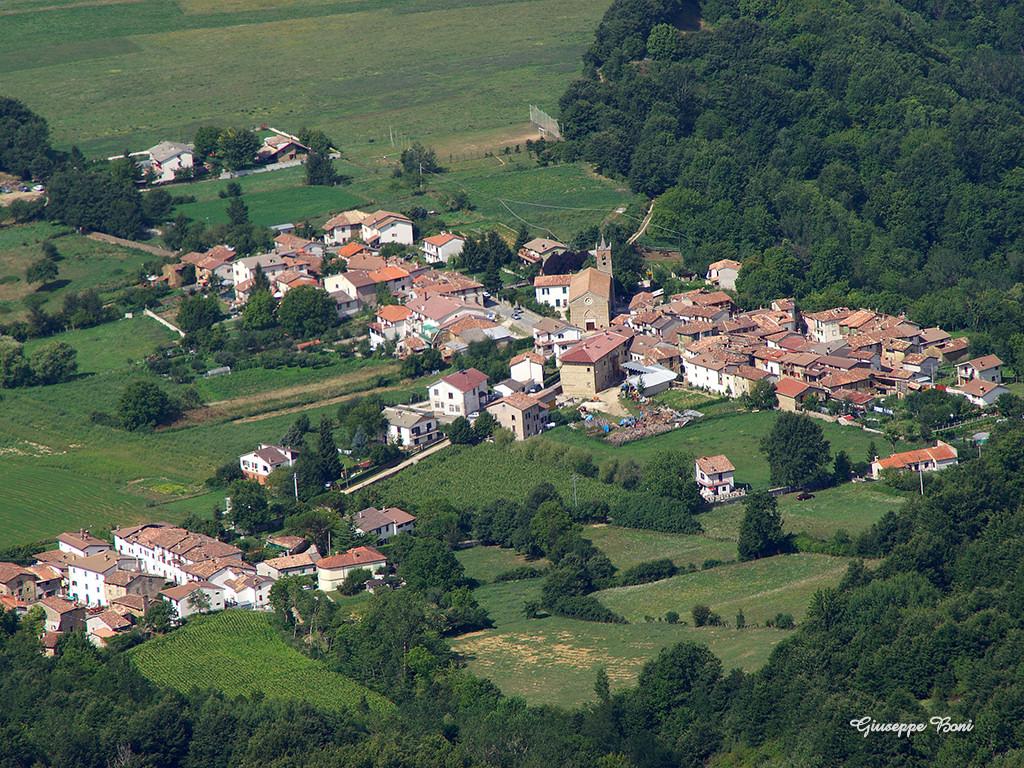
Villa vista da Macchie Piane (1600 m)
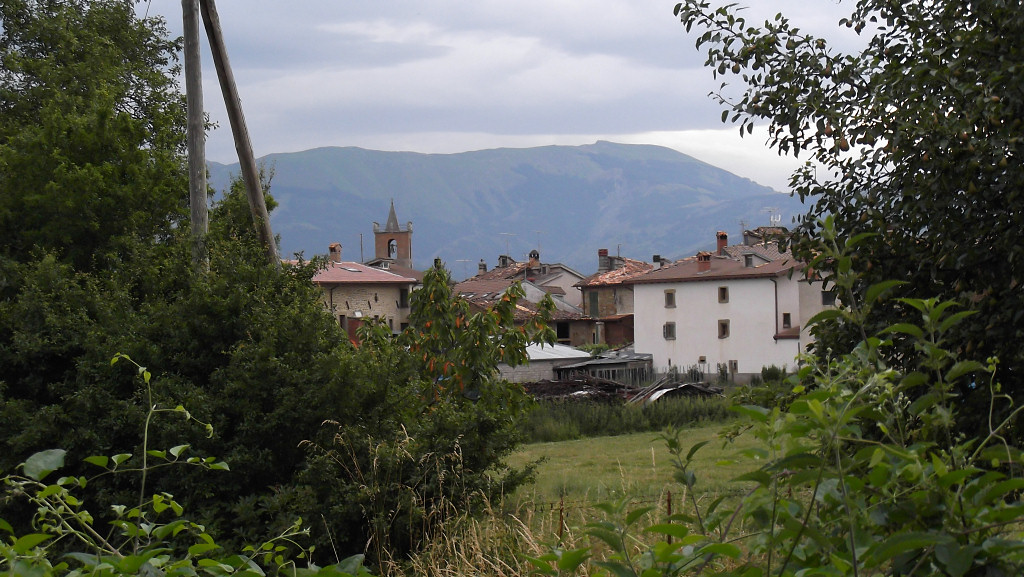
Scorcio
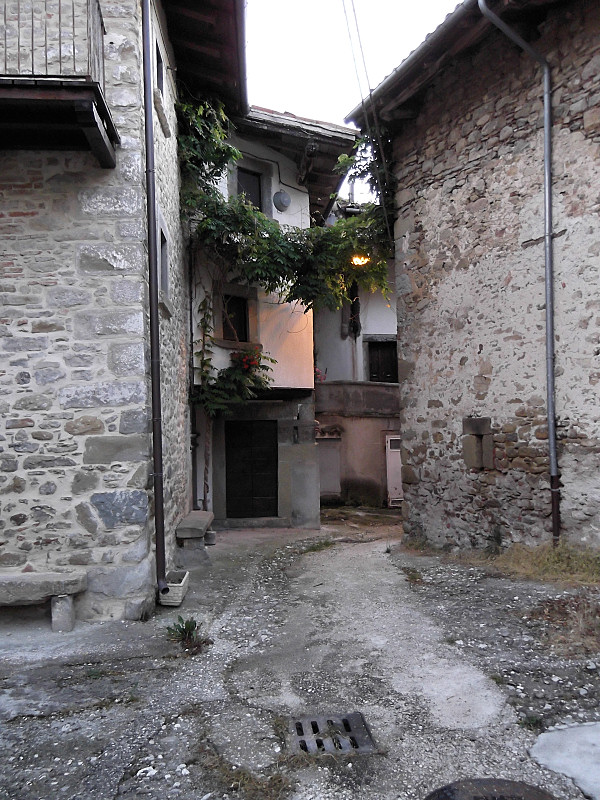
Scorcio
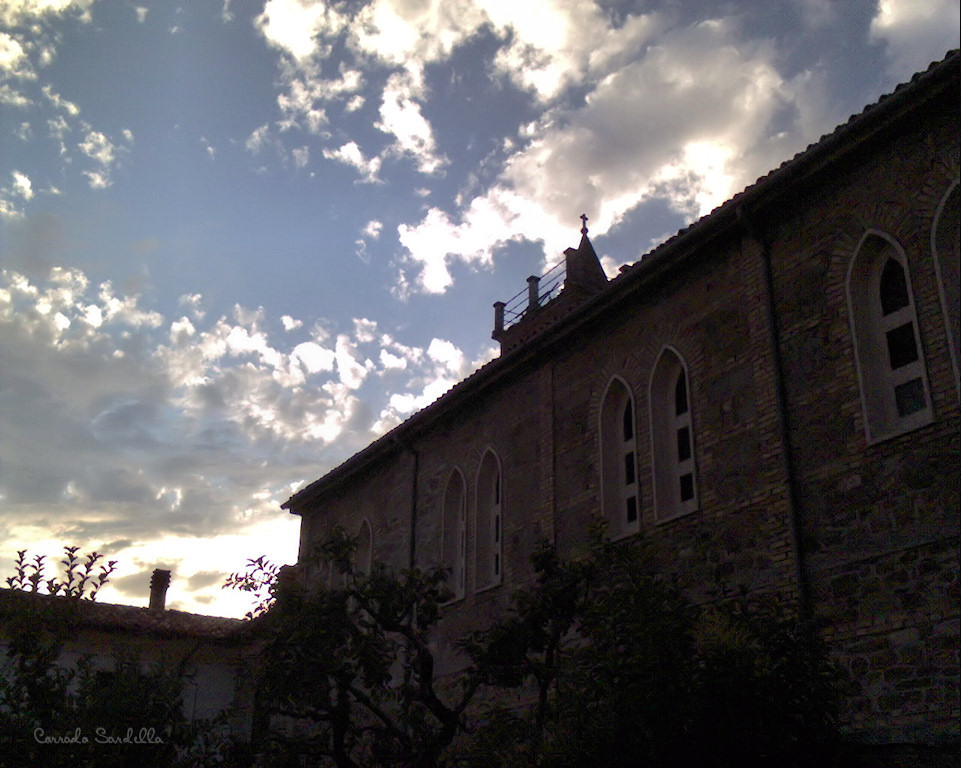
La chiesa
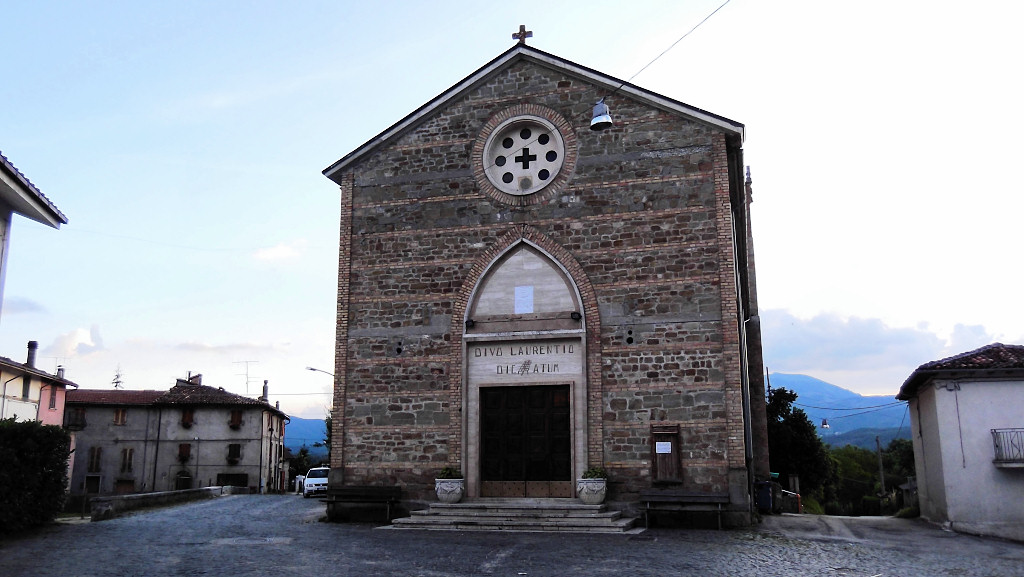
La chiesa
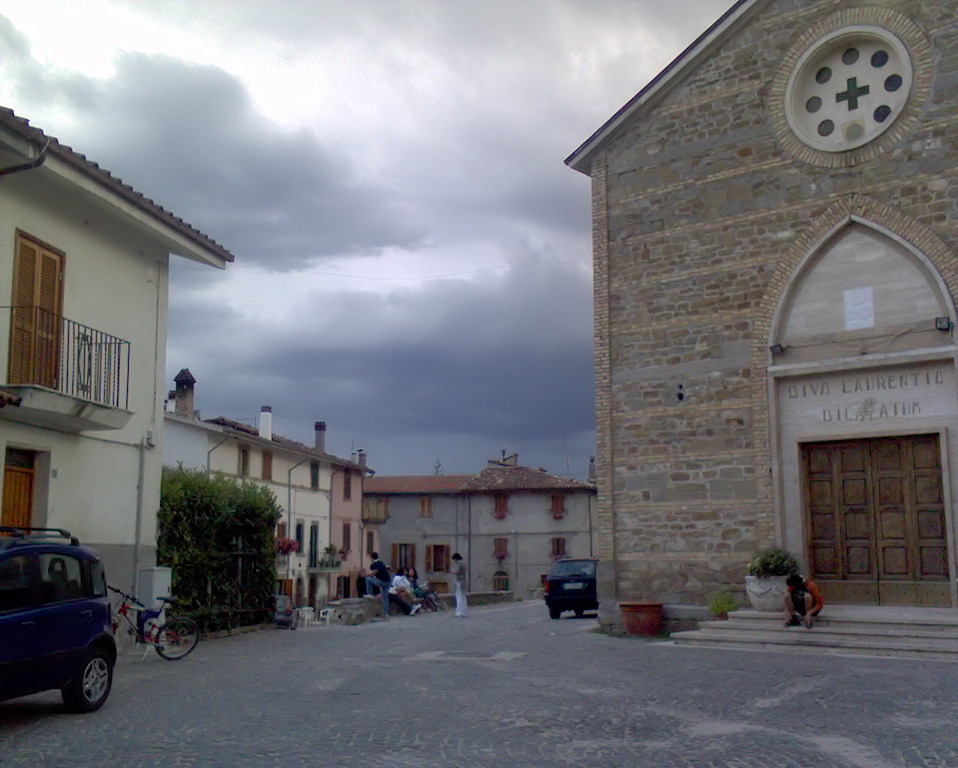
La piazza oggi
La piazza negli anni '40
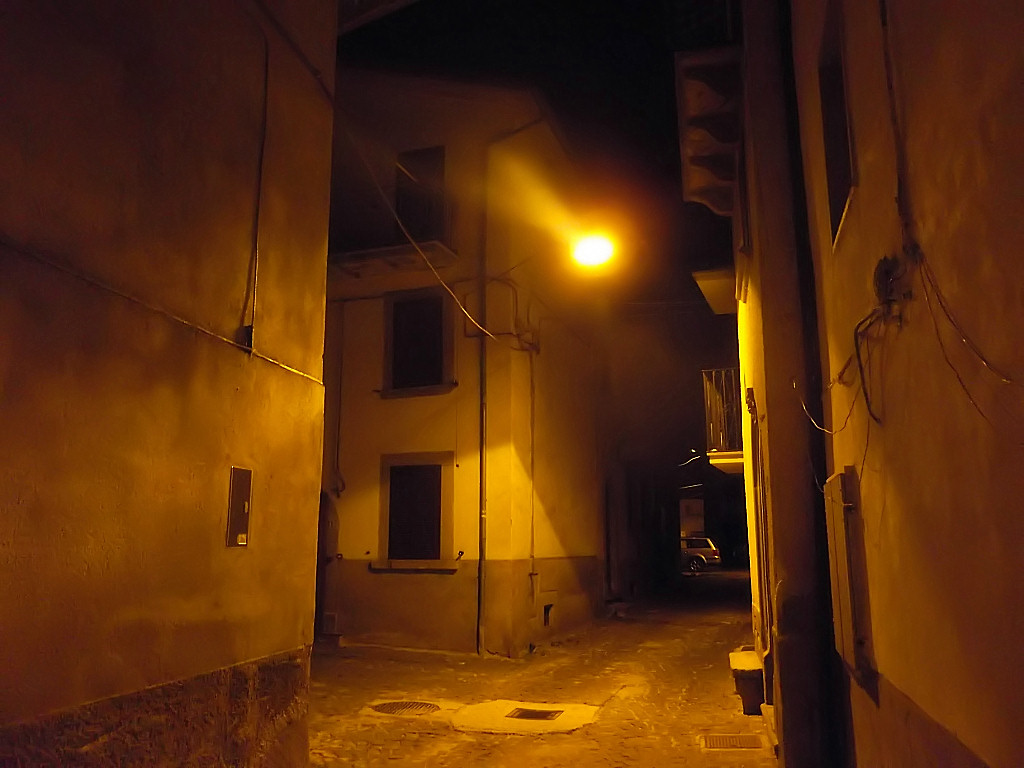
Scorcio notturno
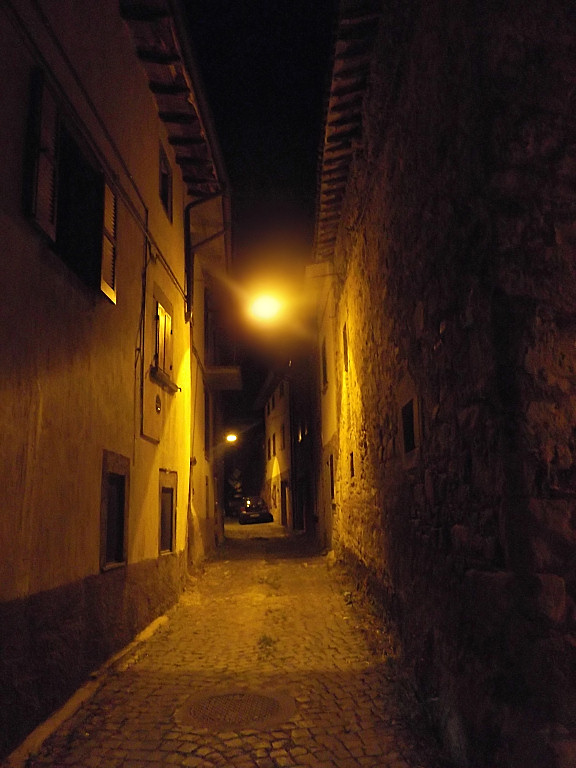
Scorcio notturno
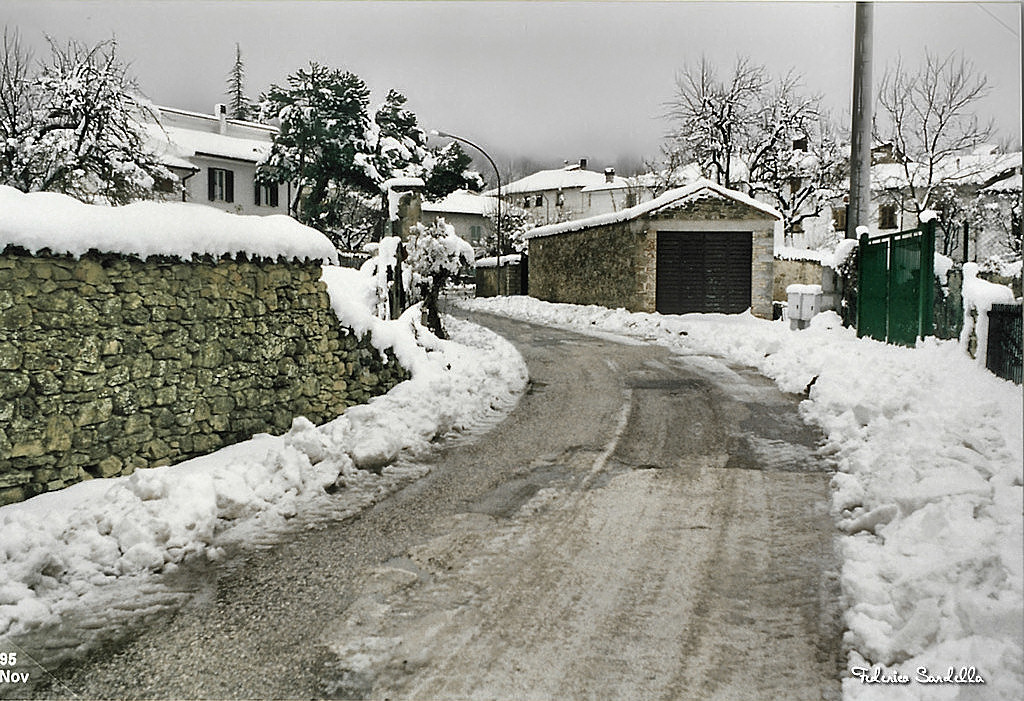
La via di Rio
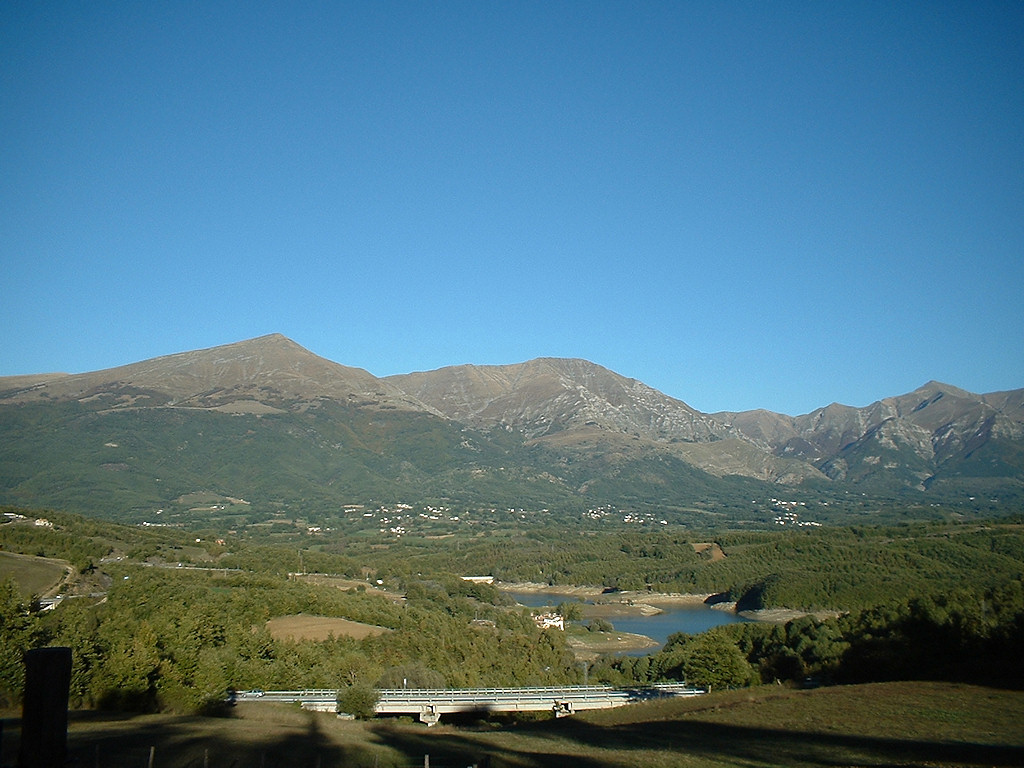
Panorama - Monti della Laga (2458 m) e Lago di Scandarello (868 m)